# Virtual Console
Virtual Console (virtuell konsol) är en funktion som finns i Nintendos spelkonsoler Wii, Nintendo 3DS och Wii U. Med hjälp av Virtual Console är det möjligt att spela spel från andra konsoler, bland annat NES, SNES, Nintendo 64, Sega Mega Drive och Turbografx. På Nintendo 3DS kan man spela Game Boy och Game Boy Color-spel samt Sega Game Gear-spel. Fler spel från andra system som Neo Geo Pocket Color planeras att släppas senare till systemet.[källa behövs] Spelen laddas ner till ett inbyggt flashminne eller SD-kort och körs via en emulator. Det inbyggda minnet rymmer 512 MiB och om det skulle bli fullt måste ett eller flera spel raderas, eller flyttas till ett SD-kort (Wii) för att på så sätt lämna plats för fler spel. På Nintendo 3DS laddas spelen ner till SD-kortet och inte till internminnet. Betalning för nerladdning av spel sker med så kallade Wii Points. På Nintendo 3DS betalar man med pengar (SEK, Euro, Dollar etc.). Betalade spel är låsta till den maskin som de laddas ner till och kan om så behövs laddas ner flera gånger utan extra kostnad. Fler titlar är att vänta, dessa kommer med ca en veckas mellanrum .
Tjänsten lanserades ursprungligen med fem emulerade konsoler. Därefter har Nintendo valt att bygga ut tjänsten med spel som ursprungligen var avsedda för MSX och Neo Geo . Det första släppet spel som ursprungligen utvecklats för Neo Geo och som även går att köra via Virtual Console släpptes den 8 oktober 2007. På den europeiska marknaden kommer även spel som ursprungligen utvecklats för Commodore 64 att släppas till Virtual Console , först ut blir spelen Uridium och International Karate.
Spel utvecklade av Rare för Nintendo kommer troligtvis inte att släppas till Virtual Console som en följd av nuvarande ägarförhållanden. Rare som ägs av Microsoft har inget emot att Rare även i fortsättningen utvecklar spel till någon av de bärbara konsoler som tillverkas av Nintendo som en följd av att Microsoft själva för tillfället inte har några planer på att börja konkurrera på den delen av marknaden . Donkey Kong Country är en titel som utvecklats av Rare men där rättigheterna tillhör Nintendo. Perfect Dark är en titel som utvecklats av Rare, som även innehar rättigheterna till densamma, vilket med nuvarande ägarförhållanden gör att spelet skulle kunna användas av Microsoft på en Xbox 360.
I och med en uppdatering av systemprogramvaran är det möjligt att skicka spel som presenter till andra användare av Wii. Man kan inte göra detta på Nintendo 3DS. För att kunna ladda ner Virtual Console-spel till Nintendo 3DS måste systemprogramvaran uppgraderas till 2.0.0-2 E eller senare.
Tjänsten beskrivs som en framgång av Nintendo; i januari 2007 beräknades 1,5 miljoner spel ha sålts och laddats ner via Virtual Console världen över. I november samma år hade fler än 7,8 miljoner spel laddats ner.

## Virtuella konsoler
Följande konsoler stöds för närvarande via Virtual Console (Wii).
- NES
- Super NES
- Nintendo 64
- Sega Mega Drive
- Turbografx (a.k.a. PC Engine)
- Neo Geo
- Commodore 64
- Sega Master System[8]
- MSX

Virtual Console till Nintendo 3DS stödjer för närvarande:
- Game Boy
- Game Boy Color
- Sega Game Gear
- NES
- SNES om det är New 3DS